# That's Love
That's Love (Eso es amor) es el segundo sencillo del noveno álbum de Blue System, 21st Century. Es publicado en 1994 por Hanseatic M.V. y distribuido por BMG. La letra, música, arreglos y producción pertenecen a Dieter Bohlen. La coproducción estuvo a cargo de Luis Rodriguez.

## Sencillos
7" Single Hansa 74321 20507 7 (BMG), 1994
1. That's Love (New Radio Mix)	3:27
2. That's Love (A-Cappella-Mix)	3:32

CD-Maxi Hansa 74321 20507 2 (BMG), 1994
1. That's Love (New Radio Mix)	3:27
2. That's Love (Love Version)	3:33
3. That's Love (Maxi Version)	3:57
4. That's Love (A-cappella Mix)	3:32
5. That's Love (Album Version)	3:32

## Créditos
- Composición - Dieter Bohlen
- Productor, arreglos - Dieter Bohlen
- Coproductor - Luis Rodriguez
- Diseño - Ariola, a-r-t-p-o-o-l
- Dirección de arte - Thomas Sassenbach
- Fotografía - Fryderyk Gabowicz